# Melhor jogador de rugby union do mundo pela World Rugby
O World Rugby International Player of the Year é um prêmio anual, sendo entregue desde 2001. O mesmo é outorgado pela World Rugby ao melhor jogador rugby durante aquele ano.

## Histórico
Segue-se a listagem com os vencedores e indicados à premiação da Rugby Union.
| Ano  | Vencedor             | Indicados                                                                           | Referências   |
| ---- | -------------------- | ----------------------------------------------------------------------------------- | ------------- |
| 2001 | Keith Wood           | George Gregan Brian O'Driscoll George Smith Jonny Wilkinson                         | [ 2 ]         |
| 2002 | Fabien Galthié       | Richie McCaw Joe van Niekerk Brian O'Driscoll Jason Robinson                        | [ 3 ]         |
| 2003 | Jonny Wilkinson      | Imanol Harinordoquy Richie McCaw Steve Thompson Phil Waugh                          | [ 4 ]         |
| 2004 | Schalk Burger        | Serge Betsen Gordon D'Arcy Matt Giteau Marius Joubert                               | [ 5 ]         |
| 2005 | Daniel Carter        | Bryan Habana Victor Matfield Richie McCaw Tana Umaga                                | [ 6 ]         |
| 2006 | Richie McCaw         | Daniel Carter Chris Latham Paul O'Connell Fourie du Preez                           | [ 7 ]         |
| 2007 | Bryan Habana         | Felipe Contepomi Juan M. Hernández Yannick Jauzion Richie McCaw                     | [ 8 ]         |
| 2008 | Shane Williams       | Mike Blair Daniel Carter Ryan Jones Sergio Parisse                                  | [ 9 ]         |
| 2009 | Richie McCaw         | Jamie Heaslip Brian O'Driscoll Fourie du Preez Francois Steyn Matt Giteau Tom Croft | [ 10 ]        |
| 2010 | Richie McCaw         | Mils Muliaina Victor Matfield Imanol Harinordoquy David Pocock Kurtley Beale        | [ 11 ]        |
| 2011 | Thierry Dusautoir    | Piri Weepu Jerome Kaino Ma'a Nonu David Pocock Will Genia                           | [ 12 ]        |
| 2012 | Dan Carter           | Owen Farrell Frederic Michalak Richie McCaw                                         | [ 13 ]        |
| 2013 | Kieran Read          | Eben Etzebeth Leigh Halfpenny Sergio Parisse Julian Savea Ben Smith                 | [ 14 ]        |
| 2014 | Brodie Retallick     | Willie le Roux Julian Savea Jonathan Sexton Duane Vermeulen                         | [ 15 ]        |
| 2015 | Dan Carter           | Michael Hooper Greig Laidlaw David Pocock Julian Savea Alun Wyn Jones               | [ 16 ]        |
| 2016 | Beauden Barrett      | Owen Farrell Maro Itoje Billy Vunipola Jamie Heaslip Dane Coles                     | [ 17 ] [ 18 ] |
| 2017 | Beauden Barrett      | Israel Folau Owen Farrell Maro Itoje Rieko Ioane                                    | [ 19 ]        |
| 2018 | Jonathan Sexton      | Beauden Barrett Rieko Ioane Faf de Klerk Malcolm Marx                               | [ 20 ] [ 21 ] |
| 2019 | Pieter-Steph du Toit | Tom Curry Ardie Savea Cheslin Kolbe Joe Taufete'e Alun Wyn Jones                    | [ 22 ]        |

## Estatísticas gerais
Atualizado até as premiações de 2018 terem sido oficializadas pela World Rugby.
| 3 | Dan Carter      | Nova Zelândia |
| 3 | Richie McCaw    | Nova Zelândia |
| 2 | Beauden Barrett | Nova Zelândia |

| 10 | Nova Zelândia |
| 3  | África do Sul |
| 2  | França        |
| 2  | Irlanda       |
| 1  | Inglaterra    |
| 1  | País de Gales |

| 8 | Richie McCaw        | Nova Zelândia |
| 5 | Dan Carter          | Nova Zelândia |
| 3 | Beauden Barrett     | Nova Zelândia |
| 3 | Brian O'Driscoll    | Irlanda       |
| 3 | Owen Farrell        | Inglaterra    |
| 3 | David Pocock        | Austrália     |
| 2 | Fourie du Preez     | África do Sul |
| 2 | Matt Giteau         | Austrália     |
| 2 | Bryan Habana        | África do Sul |
| 2 | Imanol Harinordoquy | França        |
| 2 | Jamie Heaslip       | Irlanda       |
| 2 | Jonathan Sexton     | Irlanda       |
| 2 | Maro Itoje          | Inglaterra    |
| 2 | Victor Matfield     | África do Sul |
| 2 | Sergio Parisse      | Itália        |
| 2 | Julian Savea        | Nova Zelândia |
| 2 | Rieko Ioane         | Nova Zelândia |
| 2 | Jonny Wilkinson     | Inglaterra    |

| 30 | Nova Zelândia  |
| 17 | África do Sul  |
| 13 | Austrália      |
| 12 | Inglaterra     |
| 10 | Irlanda        |
| 7  | França         |
| 5  | País de Gales  |
| 2  | Argentina      |
| 2  | Escócia        |
| 2  | Itália         |
| 1  | Estados Unidos |